# NGC 7773
NGC 7773 est une galaxie spirale barrée vue de face et située dans la constellation de Pégase. Sa vitesse par rapport au fond diffus cosmologique est de 8 151 ± 23 km/s, ce qui correspond à une distance de Hubble de 120,2 ± 8,4 Mpc (∼392 millions d'al). NGC 7773 a été découverte par l'astronome germano-britannique William Herschel en 1790.

La classe de luminosité de NGC 7773 est II-III et elle présente une large raie HI. Elle serait une galaxie morphologiquement semblable à la notre, la Voie Lactée.

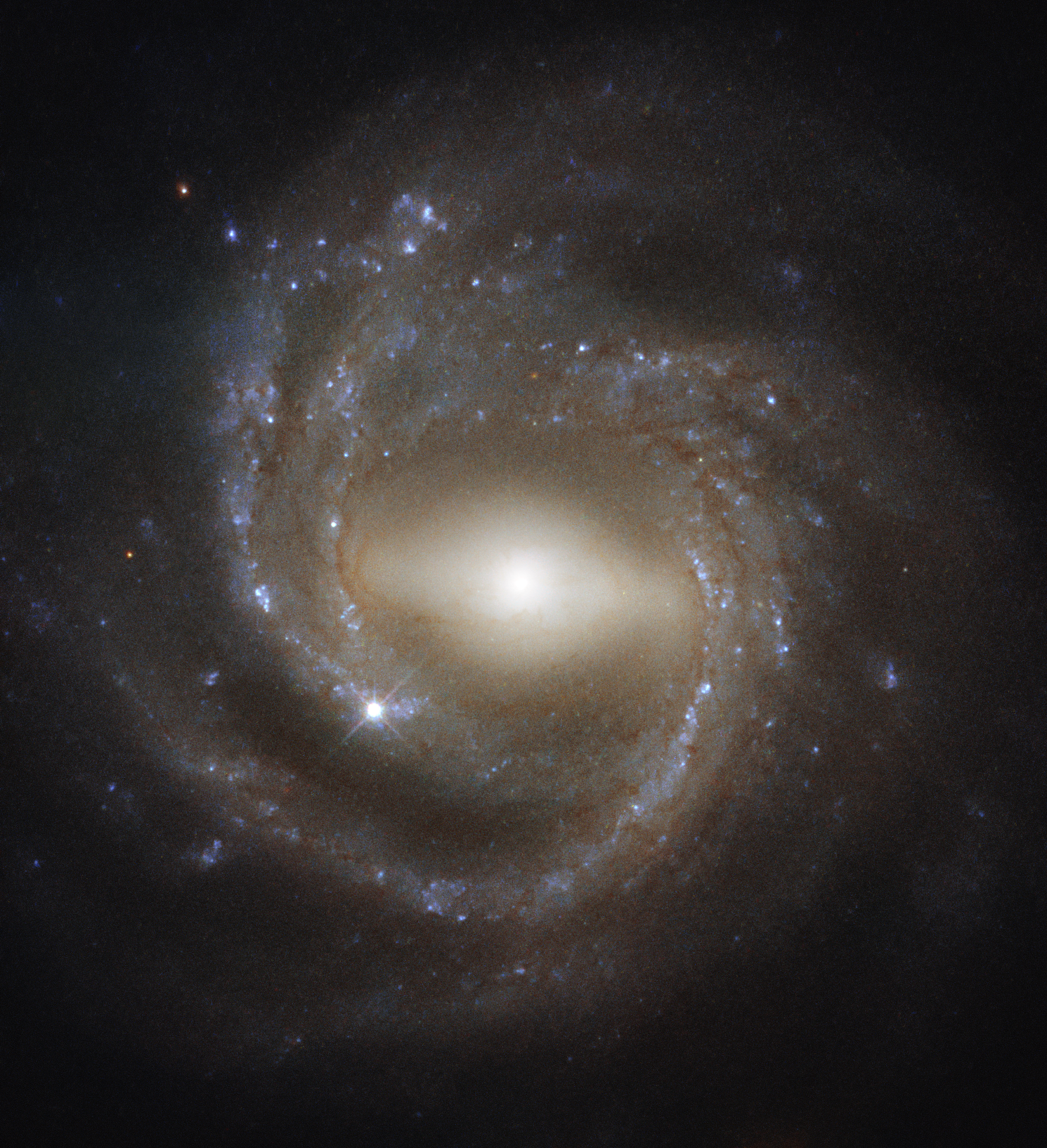
NGC 7773 par le télescope spatial Hubble.